# Janet Landgard
Janet Landgard (* 2. Dezember 1947 in Pagosa Springs; †  6. November 2023) war eine US-amerikanische Schauspielerin.

## Wirken
Ihr Filmdebüt hatte sie 1963 in einer Folge der Serie Meine drei Söhne in der Rolle der Georgia Fleck. Bekannt ist sie u. a. durch Frank Perrys Film Der Schwimmer, in dem sie an der Seite von Burt Lancaster die Rolle der Julie spielt. Nach dem 1974 veröffentlichten Film Im Jenseits ist die Hölle los verließ sie Schauspielindustrie. Zuletzt konnte man sie in der 2014 gedrehten Videodokumentation The Story of the Swimmer sehen.
Janet Landgard starb am 6. November im Alter von 75 Jahren an den Folgen eines Gehirntumors.

## Filmografie
- 1963: Meine drei Söhne (My Three Sons) (Fernsehserie, 1 Folge)
- 1963–1965: Mutter ist die Allerbeste (The Donna Reed Show) (Fernsehserie, 12 Folgen)
- 1968: Der Schwimmer (The Swimmer)
- 1969: Fahr zur Hölle, Gringo (Land Raiders)
- 1971: The Deadly Dream (Fernsehfilm)
- 1974: Im Jenseits ist die Hölle los (Moonchild)
- 2014: The Story of the Swimmer (Dokumentation)